# Ismaël Kandouss
Ismaël Kandouss (en árabe: إِسْمَاعِيل قَنْدُوس‎; Lille, Francia, 12 de noviembre de 1997) es un futbolista marroquí que juega como defensa en el K. A. A. Gante de la Primera División de Bélgica.

## Trayectoria
Tras iniciar su carrera en el U. S. L. Dunkerque, se incorporó al Royale Union Saint-Gilloise en enero de 2019. Debutó como profesional con el Royal Unione Saint-Gilloise en una victoria por 2-1 en la Segunda División de Bélgica contra el Oud-Heverlee Leuven el 20 de enero de 2019.
En julio de 2023 fue traspasado al K. A. A. Gante, equipo con el que firmó por cuatro años. A inicios del segundo, en septiembre de 2024, fue cedido al Al-Orobah F. C. saudí.

## Selección nacional
Nacido en Francia, es de ascendencia marroquí. Fue internacional en categorías inferiores con Marruecos antes de debutar con la selección absoluta en junio de 2023 en un amistoso sin goles ante Cabo Verde.

## Estadísticas

### Clubes
Actualizado al último partido disputado el 5 de octubre de 2024.
| Club                                  | Div.          | Temporada     | Liga  | Liga  | Copas nacionales | Copas nacionales | Copas internacionales | Copas internacionales | Total | Total |
| Club                                  | Div.          | Temporada     | Part. | Goles | Part.            | Goles            | Part.                 | Goles                 | Part. | Goles |
| ------------------------------------- | ------------- | ------------- | ----- | ----- | ---------------- | ---------------- | --------------------- | --------------------- | ----- | ----- |
| U. S. L. Dunkerque II Francia         | 5.ª           | 2017-18       | 20    | 0     | ―                | ―                | ―                     | ―                     | 20    | 0     |
| U. S. L. Dunkerque II Francia         | 5.ª           | 2018-19       | 3     | 0     | ―                | ―                | ―                     | ―                     | 3     | 0     |
| U. S. L. Dunkerque II Francia         | Total club    | Total club    | 23    | 0     | 0                | 0                | 0                     | 0                     | 23    | 0     |
| U. S. L. Dunkerque Francia            | 3.ª           | 2017-18       | 5     | 0     | 0                | 0                | ―                     | ―                     | 5     | 0     |
| U. S. L. Dunkerque Francia            | 3.ª           | 2018-19       | 11    | 0     | 1                | 0                | ―                     | ―                     | 12    | 0     |
| U. S. L. Dunkerque Francia            | Total club    | Total club    | 16    | 0     | 1                | 0                | 0                     | 0                     | 17    | 0     |
| Royale Union Saint-Gilloise · Bélgica | 2.ª           | 2018-19       | 15    | 0     | 2                | 0                | ―                     | ―                     | 17    | 0     |
| Royale Union Saint-Gilloise · Bélgica | 2.ª           | 2019-20       | 25    | 2     | 2                | 0                | ―                     | ―                     | 27    | 2     |
| Royale Union Saint-Gilloise · Bélgica | 2.ª           | 2020-21       | 15    | 0     | 2                | 0                | ―                     | ―                     | 17    | 0     |
| Royale Union Saint-Gilloise · Bélgica | 1.ª           | 2021-22       | 35    | 1     | 1                | 0                | ―                     | ―                     | 36    | 1     |
| Royale Union Saint-Gilloise · Bélgica | 1.ª           | 2022-23       | 33    | 1     | 4                | 0                | 10                    | 0                     | 47    | 1     |
| Royale Union Saint-Gilloise · Bélgica | Total club    | Total club    | 123   | 4     | 11               | 0                | 10                    | 0                     | 144   | 4     |
| K. A. A. Gante · Bélgica              | 1.ª           | 2023-24       | 34    | 2     | 3                | 0                | 12                    | 0                     | 49    | 2     |
| K. A. A. Gante · Bélgica              | 1.ª           | 2024-25       | 1     | 0     | —                | —                | 1                     | 0                     | 2     | 0     |
| K. A. A. Gante · Bélgica              | Total club    | Total club    | 35    | 2     | 3                | 0                | 13                    | 0                     | 51    | 2     |
| Al-Orobah F. C. Arabia Saudita        | 1.ª           | 2024-25       | 3     | 0     | 1                | 0                | —                     | —                     | 4     | 0     |
| Al-Orobah F. C. Arabia Saudita        | Total club    | Total club    | 3     | 0     | 1                | 0                | 0                     | 0                     | 4     | 0     |
| Total carrera                         | Total carrera | Total carrera | 200   | 6     | 16               | 0                | 23                    | 0                     | 239   | 6     |